# 脉岩
脉岩是呈脉状或岩墙状态充填深成岩缝隙的火成岩，所以被命名为脉岩。脉岩一般深度不大，规模较小，其成分常和一定的深成岩相关以浅色矿物为主要成分的有细晶岩和伟晶岩，以暗色矿物集中呈现的为煌斑岩。结构主要为花岗斑岩和玢岩等。